# Niepla
Niepla – wieś w Polsce położona w województwie podkarpackim, w powiecie jasielskim, w gminie Jasło.
| SIMC    | Nazwa   | Rodzaj    |
| ------- | ------- | --------- |
| 0352957 | Dół     | część wsi |
| 0352963 | Granice | część wsi |
| 0352970 | Podlas  | część wsi |

W 1629 była wsią opactwa benedyktynów tynieckich w województwie sandomierskim. W latach 1975–1998 miejscowość administracyjnie należała do województwa krośnieńskiego.

Przez Nieplę przepływa potok Nieplanka dopływ Wisłoka.

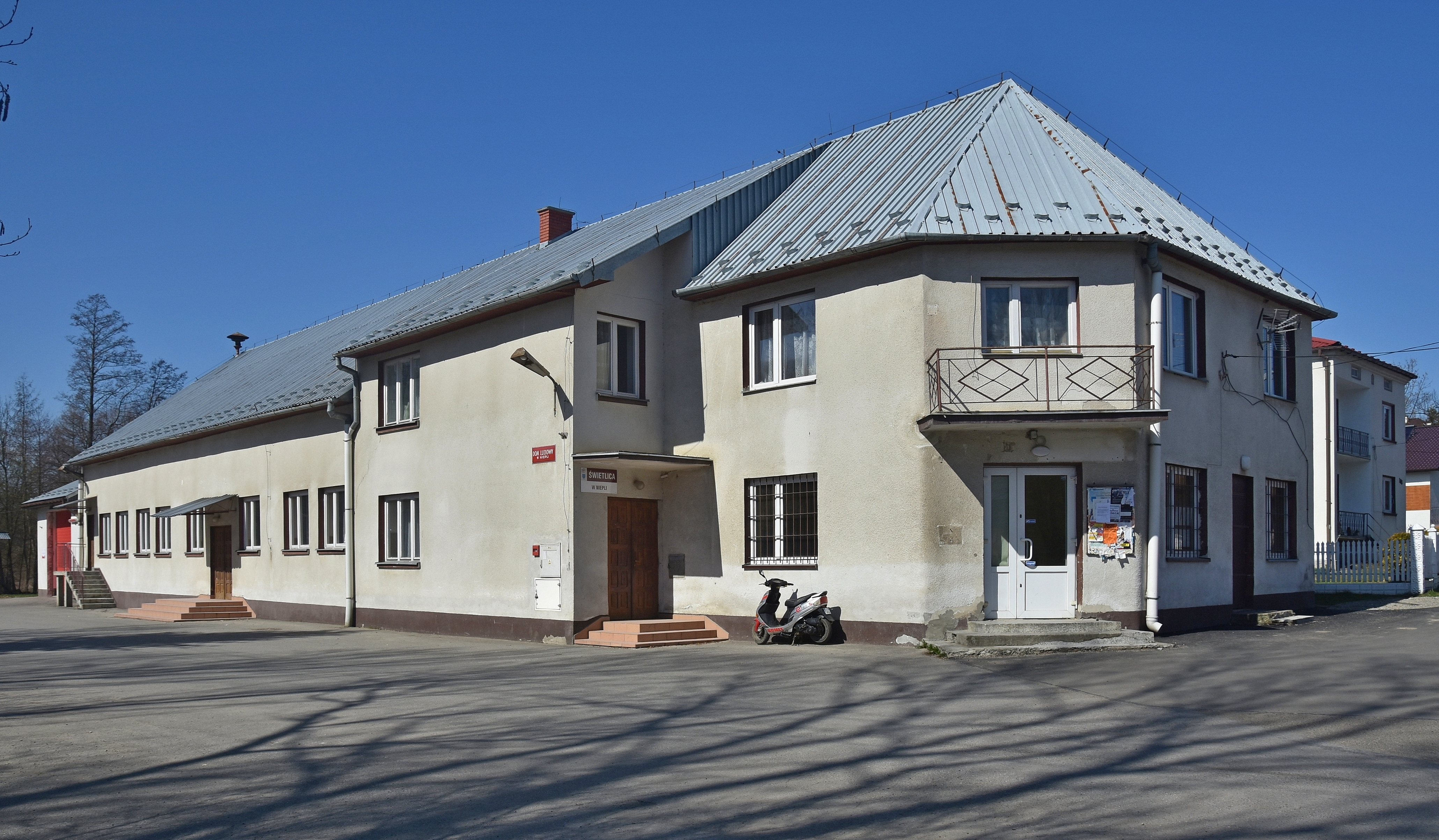
Dom ludowy
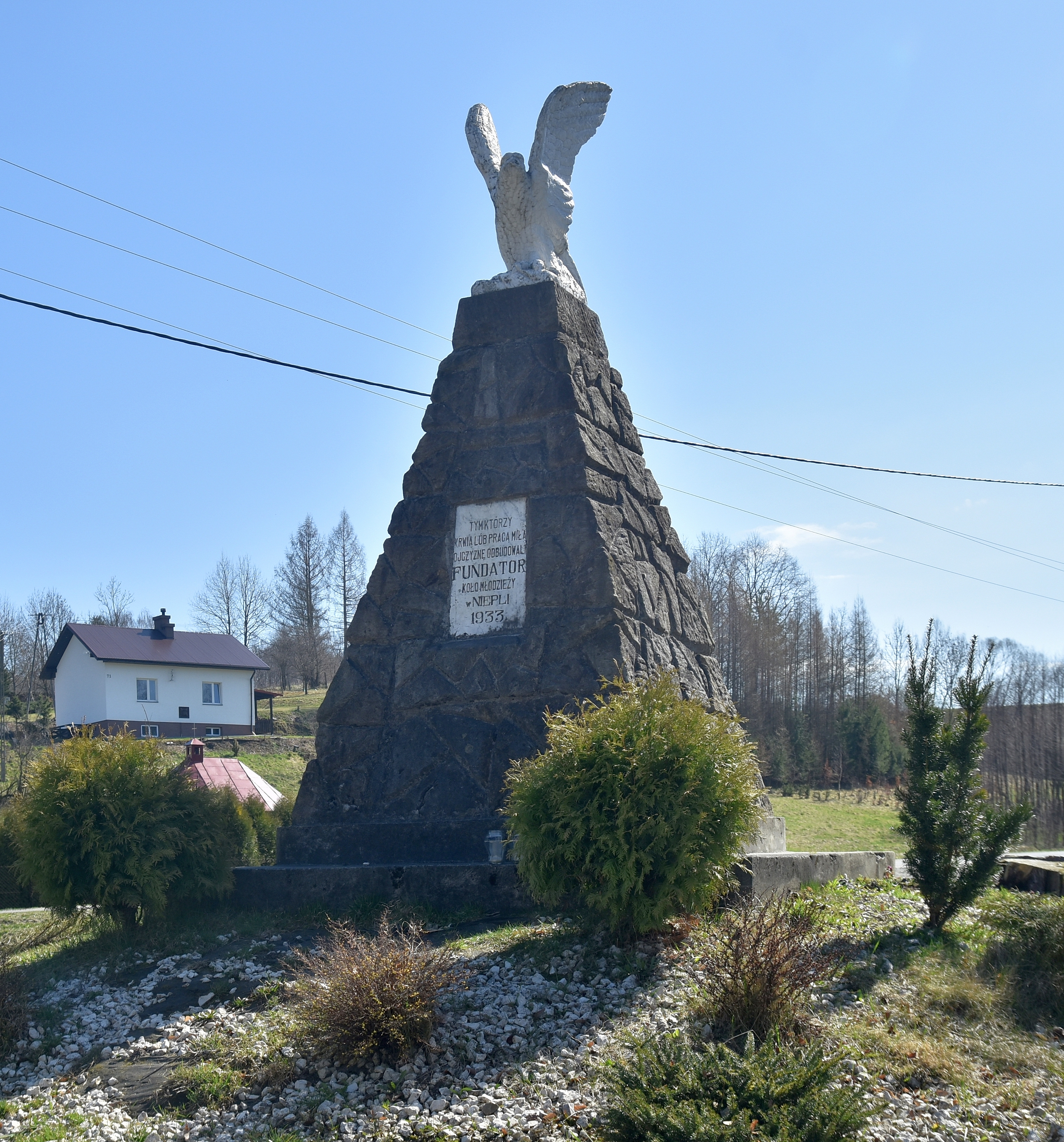
Pomnik